# Graph (Linguistik)
Ein Graph (auch Graf; von altgriechisch γραφή graphē, deutsch ‚Schrift‘) ist in der Sprachwissenschaft die kleinste graphische Einheit eines Schriftsystems oder eines schriftähnlichen Zeichensystems. In der Regel handelt es sich um einen Buchstaben oder ein sonstiges einzelnes Schriftzeichen. Graphe sind der Untersuchungsgegenstand der Graphetik.
Das Wort Graph ist mit dieser Bedeutung (d. h. in der Linguistik) ein Neutrum  mit starker Beugung (das Graph, des Graphs, Plural die Graphe) – im Gegensatz zu den Funktionsgraphen in der Mathematik und den Naturwissenschaften (der Graph, des Graphen; Plural die Graphen).

## Begriffsabgrenzung

### Graphem
Mehrere Graphe, die innerhalb eines Schriftsystems dieselbe Funktion erfüllen bzw. dieselbe Bedeutung haben und einander ersetzen können, heißen Allographe. Jede Klasse von Allographen bildet ein Graphem. Beispiel:
- Das Graphem ⟨ö⟩ fasst mehrere Allographe zusammen. Früher hatte das heutige Graph ‹ö› bevorzugt die Gestalt ‹oe›, ‹oͤ› oder ‹o̎›. Es kann außerdem (z. B. in der Kalligraphie) wie ‹ō›, ‹õ› oder ‹ő› aussehen. In anderen Sprachen entsprechen ihm unter anderem ‹œ› und ‹ø› weitgehend. In der Rechtschreibung ist ‹oe› heute eine zulässige Ersatzschreibung für ‹ö›.

Grapheme sind abstrakte Einheiten der Schriftlinguistik, die einen Bedeutungsunterschied in Paaren wie ⟨Last⟩ gegenüber ⟨Lust⟩ markieren können: ⟨a⟩, ⟨u⟩. Ein Graph ist hingegen eine „konkrete, klassifizierbare graphische Erscheinung“. Während Grapheme nur in vollwertigen Schriften vorkommen, können Graphe auch Bestandteile von Vorläufern der Schrift sein.

### Glyphe
Glyphen sind wie Graphe konkret realisierte Schriftzeichen und kleinste Einheiten der Schrift. Der Begriff „Glyphe“ gehört vorwiegend in den Bereich der Typografie, er betrifft Aspekte der Schriftgestaltung und der technischen und gestalterischen Realisierung von Schriften. Diese können sich vom linguistischen Aufbau der Zeichen unterscheiden, welche für Graphe entscheidend sind.
In alphabetischen Schriftsystemen entspricht eine einzelne Glyphe meistens einem einzelnen Graph.
Eine Glyphe kann aber auch mehrere Graphe enthalten. Zum Beispiel kann die Graphfolge ‹oe› als Ligatur ‹œ› angelegt sein und damit eine eigenständige, einzelne Glyphe werden.
Andererseits kann eine Glyphe auch nur ein Teil eines Graphs sein. Zum Beispiel kann das Graph ‹ö› aus einer Glyphe für den Buchstaben ‹o› und einer Glyphe für die Umlautpunkte ‹¨› zusammengesetzt werden.

## Zeichensequenzen
Wenn mehrere Graphe im Schriftfluss aufeinander folgen, werden sie gegebenenfalls gemeinsam betrachtet. Dabei ist zwischen einer funktionalen und einer statistischen Herangehensweise zu unterscheiden.
- Funktional werden mehrere „Monographe“ zu Digraphen und Trigraphen (allgemein: zu Plurigraphen) zusammengefasst (zum Beispiel im Deutschen die Zeichenfolgen ch und sch). Digraphe und Trigraphe können allograph zu einfachen Graphen sein, was die Zuordnung zu einem gemeinsamen Graphem ermöglicht.
- Dagegen wird zum Beispiel in der Computerlinguistik und der Kryptographie jede motivierte oder unmotivierte Zeichenfolge als Bigramm, Trigramm … N-Gramm rein statistisch analysiert, das heißt, die Häufigkeit des Auftretens der Zeichenfolgen wird ermittelt. Dies kann eine Vorstufe zur funktionalen Analyse sein.